# 阿克塞尔·维克斯特伦
阿克塞尔·维克斯特伦（瑞典語：Axel Wikström，1907年9月29日—1976年6月16日），瑞典男子越野滑雪运动员。他曾代表瑞典参加1932年和1936年冬季奥林匹克运动会越野滑雪比赛，共获得二枚银牌。